# Pietro de' Crescenzi
Pietro de' Crescenzi (c. 1230/35 – c. 1320) (em latim: 'Petrus de Crescentiis') foi um jurista bolonhês, agora lembrado por seus escritos sobre horticultura e agricultura, a Ruralia commoda. Existem muitas grafias variantes de seu nome.
Pietro de' Crescenzi nasceu em Bolonha por volta de 1235; a única evidência de sua data de nascimento é a anotação "septuagenário" na Ruralia commoda, datada com alguma certeza entre 1304 e 1309. Ele foi educado na Universidade de Bolonha em lógica, medicina, ciências naturais e direito, mas não obteve seu doutorado. Crescenzi atuou como advogado e juiz de cerca de 1269 até 1299, viajando amplamente pela Itália no decorrer de seu trabalho.
Em janeiro de 1274 casou-se com Geraldina de' Castagnoli, com quem teve pelo menos cinco filhos. Ela morreu em ou logo após dezembro de 1287. Em janeiro de 1289 casou-se com Antonia de' Nascentori, com quem também teve vários filhos.
Após sua aposentadoria em 1290, ele dividiu seu tempo entre Bolonha e sua propriedade rural, a Villa dell'Olmo, fora dos muros de Bolonha. Durante este tempo, ele escreveu o Ruralia comoda, um tratado agrícola baseado em grande parte em fontes clássicas e medievais (principalmente Alberto Magno), bem como em sua própria experiência como proprietário de terras.
Não se sabe quando de' Crescenzi morreu. Seu último testamento é datado de 23 de junho de 1320; um documento legal datado de 20 de fevereiro de 1321 o descreve como morto, com quase 90 anos.

## Ruralia commoda
A Ruralia commoda, às vezes conhecida como Liber ruralium commodorum ("livro de benefícios rurais"), foi concluída entre 1304 e 1309 e foi dedicada a Carlos II de Nápoles. O rei Carlos V da França ordenou uma tradução francesa em 1373. Em 1471 foi impresso pela primeira vez em latim, em Augsburgo e Estrasburgo. Depois de circular em várias cópias manuscritas, o tratado de Crescenzi tornou-se o primeiro texto moderno impresso sobre agricultura quando foi publicado em Augsburgo por Johann Schüssler em 1471. Cerca de 57 edições em latim, italiano, francês e alemão apareceram durante o século seguinte, assim como duas edições em polonês.

### Seções
A estrutura e o conteúdo da Ruralia commoda são substancialmente baseados no De re rustica de Columela, escrito no século I, embora este trabalho não estivesse disponível para de' Crescenzi e fosse conhecido apenas em fragmentos até uma versão completa ser descoberta em uma biblioteca de mosteiro por Poggio Bracciolini durante o Concílio de Constança, entre 1414 e 1418. Enquanto de' Crescenzi cita Columella doze vezes, todas as citações são indiretas e tiradas do Opus agriculturae de Rutilius Taurus Aemilianus Palladius. Como o De re rustica de Columella, a cRuralia commoda é dividida em 12 partes:
1. Localização e plano de uma mansão, vila ou fazenda, considerando clima, ventos e abastecimento de água; também os deveres do chefe da propriedade
2. Propriedades botânicas de plantas e técnicas de horticultura
3. Agricultura de cereais e construção de um celeiro
4. Vinhas e vinificação
5. Arboricultura – árvores úteis para alimentos e remédios
6. Horticultura - plantas úteis para alimentos e remédios
7. Gestão de prados e florestas
8. Jardins ornamentais
9. Criação de animais e apicultura
10. Caça e pesca
11. Resumo geral
12. Calendário mensal de tarefas

## Legado
Crescenzi era tão conhecido que seu nome foi usado para anunciar livros até 1602. Ele também inspirou um gênero de literatura alemã chamado Hausväterliteratur ('leitura para o pai de família'), além de guias práticos sobre agricultura, jardinagem, criação de gado, caça, etiqueta e assim por diante para camponeses. Livros deste gênero foram publicados no século XIX.